# 矮毛蕨
矮毛蕨（学名：Cyclosorus pygmaeus）为金星蕨科毛蕨属下的一个种。